# Lógia e Odeo Cornaro
A Lógia e o Odeon Cornaro faziam parte de um complexo maior de edifícios e jardins construídos por Alvise Cornaro na primeira metade do século XVI, no vasto parque da sua residência na Via del Bersaglio (atual Via Melchiorre Cesarotti) em Pádua, a poucos passos da Basílica de Santo António de Pádua.
Um pátio retangular com aproximadamente 32 por 18 metros permanece do projeto original: a Lógia ocupa todo o lado curto, e o Odeon domina o centro do lado comprido. A residência do mestre situava-se na entrada atual, posteriormente destruída e substituída no século XIX por um outro edifício. No séc. XVII, durante e após os seus estudos universitários, Elena Lucrezia Corner viveu nesta casa, da qual Alvise Corner era trisavô..
Cornaro pretendia que a Loggia concretizasse a sua ideia de teatro humanístico, entendida tanto como um espaço físico e arquitetónico inspirado em modelos clássicos greco-romanos como uma representação de "pièces" literários antigos e modernos. A Loggia, projetada pelo arquiteto e pintor Giovanni Maria Falconetto em 1524, serviu de "front scenae" do teatro. Do jardim em frente, o dono da casa e os seus amigos humanistas assistiam às atuações dos artistas mais populares da época, em primeiro lugar Angelo Beolco, conhecido por Ruzante, um dos amigos mais fiáveis de Cornaro. O Odeon foi construído dez anos depois da Loggia e é dotado de uma acústica particularmente requintada: era o espaço dedicado à música e às recitações poéticas e, a partir de 1540, tornou-se a sede da Accademia degli Infiammati.

## Contexto

### O papel de Alvise Cornaro: humanista, mecenas, arquitecto amador

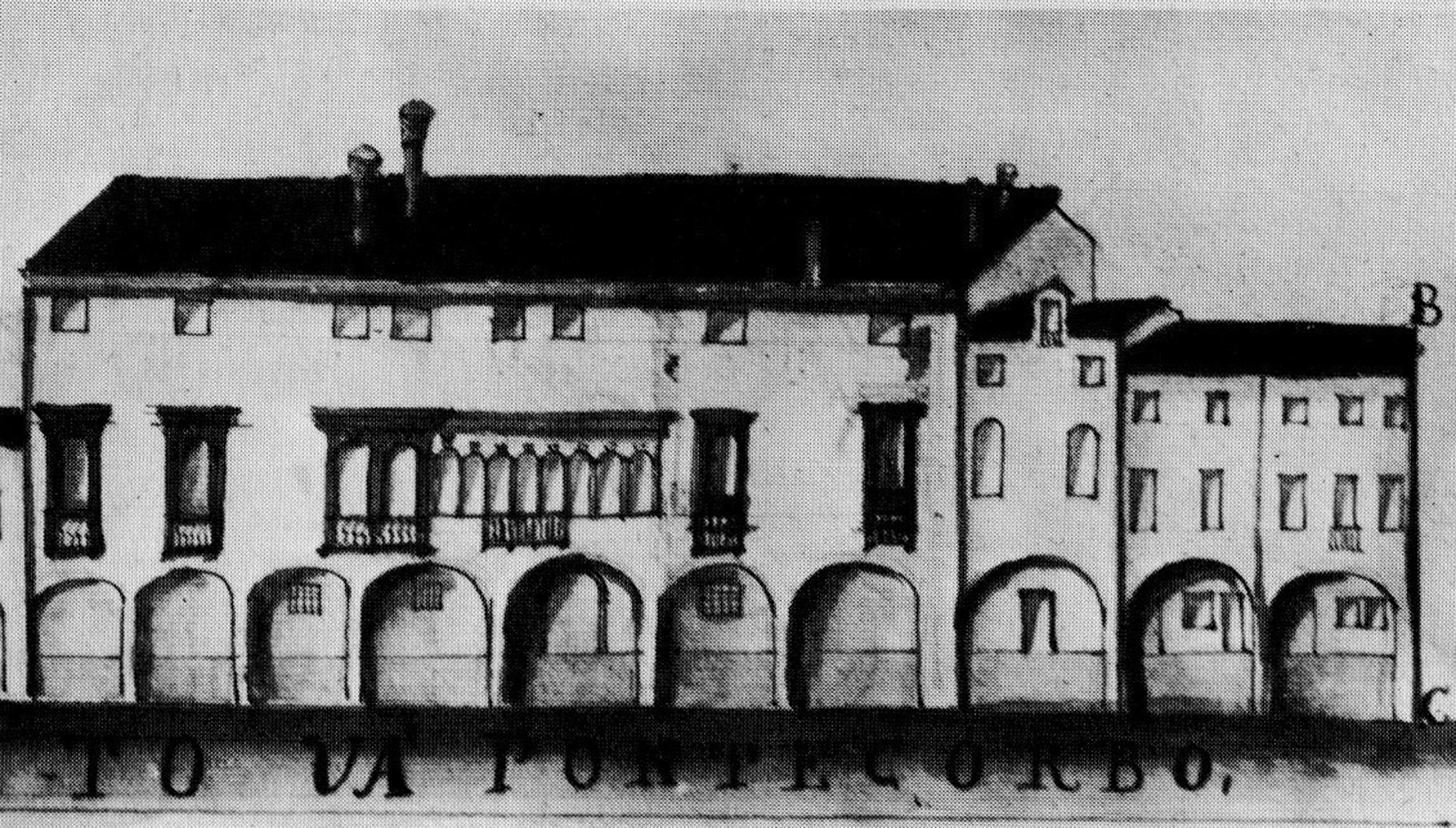
Vista da casa Angelieri, posteriormente Cornaro. Tinta e aguarela. Pádua, Arquivo do Estado.

A personalidade complexa e multifacetada de Alvise Cornaro reflete-se na Loggia e no Odeon. Um respeitado cavalheiro, escritor, agricultor, trabalhador de obras de recuperação de terras, "prior" do Collegio Pratense e, acima de tudo, um patrono das artes, contribuiu para elevar a cultura e a economia de Pádua no século XVI. Durante o século XVI, a sua casa, herdada do seu tio Alvise Angelieri, tornou-se um ambiente estimulante e multifacetado, um verdadeiro centro de vida e de influência cultural. Aí, familiares, amigos e artistas desconhecidos tiveram a oportunidade de trocar opiniões e pontos de vista e aproveitar as oportunidades oferecidas..
No seu desejo de influenciar subliminarmente a sociedade da época, o ambiente era comparável a um círculo maçónico.
Embora de origem modesta, os talentos empreendedores inatos de Cornaro permitiram-lhe acumular uma certa riqueza, que dedicou em parte à educação e ao apoio a jovens talentos.

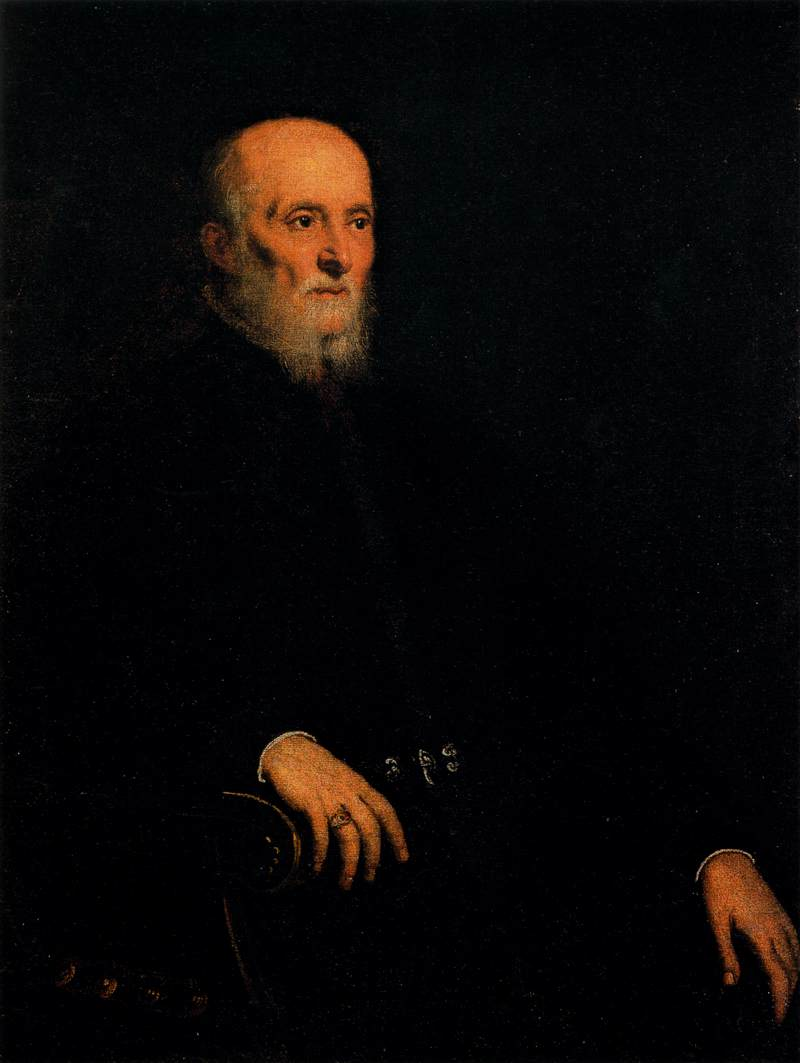
Alvise Cornaro interpretado por Tintoretto

Entre os hóspedes habituais da corte de Cornaro contam-se pelo menos os seguintes: Giovanni Maria Falconetto, artista, amigo e colega de quarto do dono da casa; Giangiorgio Trissino, jovem letrado que também envolveu o seu protegido Andrea Di Pietro della Gondola, mais tarde conhecido por Andrea Palladio no "círculo"; o já referido Ruzante; Tiziano Aspetti, escultor que criou alguns dos bronzes da Basílica de Santo António.
Alvise Cornaro interessou-se por todas as artes nobres, mas foi a arquitectura, pela qual tinha uma especial predilecção, que mais o ocupou, quer na sua prática projectual, quer na sua especulação teórica. A sua actividade como arquitecto e a grande mestria que demonstrou na construção do complexo de Pádua estão, aliás, documentadas por alguns dos maiores especialistas contemporâneos, como Vasari (1568), Palladio (1570) e Serlio (1575), que definiram o patrono como um "amador da arquitectura". 
Entre os seus numerosos escritos, o mais importante é o "Tratado de Arquitectura", composto em dois períodos distintos e destinado a um público de arquitectos amadores. A obra contém uma série de regras elementares sobre o tema, embora uma análise arquitetónica do complexo revele um claro fosso entre a teoria e a prática. No "Tratado", com efeito, o "Canto dos Cavalheiros" afirma que "um edifício pode ser belo e confortável, e ainda assim não ser dórico ou de qualquer uma destas ordens".
Tal como o arquitecto profissional, segundo Cornaro, também o amador opera de acordo com os distintos níveis de prática e teoria, de construção e escrita. Mas, como amador, retira da sua própria experiência na construção e da tradição do estaleiro de obra uma norma de percepção imediata, portanto destinada ao cidadão comum e não à classe aristocrática.
Se as prerrogativas do arquiteto são o conhecimento das artes e das ciências, as ferramentas importantes para a prática da construção são o esquadro e o fio de prumo. 
Trata-se, pois, de uma norma imediatamente aplicável que o autor propõe ao cidadão que pretende construir.
Privilegia a funcionalidade em detrimento da forma, a resistência e a durabilidade da construção em detrimento da decoração e da ornamentação, e, neste sentido, realça a importância de elementos como as portas, as escadas, as casas de banho e as lareiras. 
O resultado é um conceito de arquitetura como prática artesanal, inteiramente fundamentado numa estrutura normativa empírica enraizada na prática do estaleiro.